# УР-500К-Л1
Комплекс УР-500К-Л1 — радянська космічна система призначена для виконання пілотованого обльоту навколо Місяця. Розробка велася в рамках радянської місячної програми. Створення комплексу передбачалося в рамках програми обльоту місяця Л1, яка була першим її етапом й мала на мені забезпечити першість СРСР в пілотованому обльоті Місяця, й передбачала створення наробок для висадки на Місяць.

## Історія комплексу
Постановою ЦК КПРС і Ради Міністрів СРСР від 3 серпня 1964 року «Про роботи з дослідження Місяця і космічного простору» головним з обльоту на форсованому носії УР-500К було визначено ДКБ-52 (генеральний конструктор Володимир Челомей). Термін — перше півріччя 1967 року.

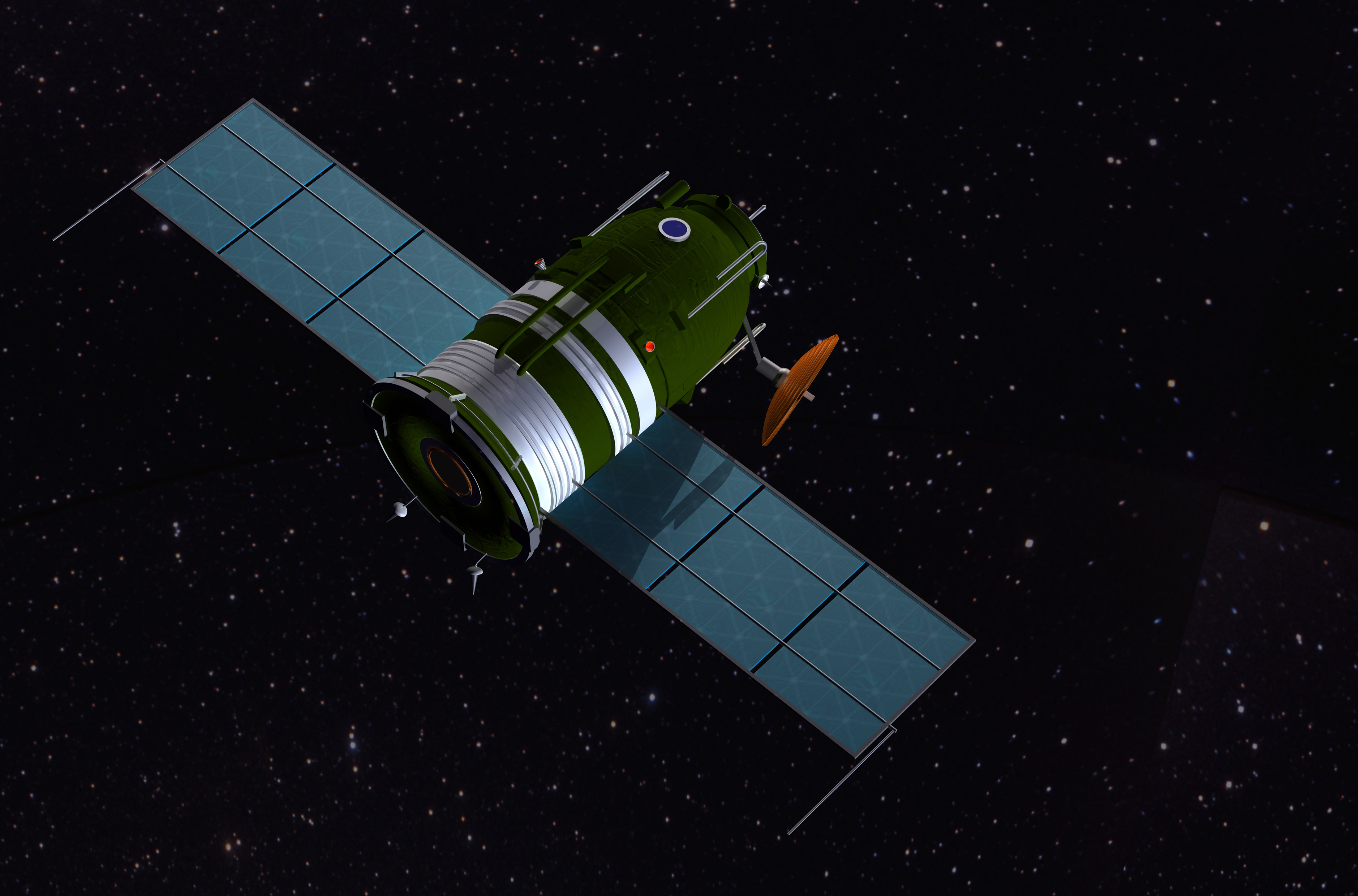
Корабель Л1 ("Зонд") в польоті

Протягом 1964—1965 років проводився вибір варіантів обльоту з трьох альтернативних схем:
а) «Союз 7К, 9К-,-11К» (ОКБ-1);
б) УР-500К з пілотованим кораблем ЛК-1 (ДКБ-52);
в) УР-500К з розгінним блоком «Д», запозиченим з програми Н1-Л3, і доопрацьований корабель 7К (ОКБ-1 разом з ДКБ-52).
25 жовтня 1965 вийшла чергова постанова: «Про зосередженні сил конструкторських організацій промисловості на створення комплексу ракетно-космічних засобів для обльоту Місяця та підготовки умов для подальшої організації висадки експедиції на поверхню Місяця».
Челомею дістається розробка ракети УР-500К (сьогоднішній «Протон») і космічного корабля ЛК-1. 
Але 13 жовтня 1964 року, тільки через 2 місяці після початку робіт, відбувається зміщення Хрущова і прихід Брежнєва. Через це все різко змінюється. Челомей втрачає свої позиції (а Корольов їх підсилює) і проект ЛК-1 починає закриватися. Але якщо він переходить до програми 7К-Л1, то такі проекти, як РН УР-200, «Ракетоплан» і «Космоплан» закриваються назовсім.
Незважаючи на головний роль і завантаження програмою Н1-Л3, ОКБ-1 було залучено до вирішення завдань обльоту Місяця пілотованим кораблем з використанням носія УР-500К. Цією ж постановою передбачалося зосередження робіт ДКБ-52 на створенні носія УР-500К і дорозгінним ракетного ступеня, призначених для забезпечення обльоту Місяця, і звільнення ДКБ-52 від виготовлення пілотованого космічного корабля.
ОКБ-1 пропонувалося створення пілотованого корабля для обльоту Місяця і дорозгінним ступеня (на конкурсних засадах) з використанням носія УР-500К. Реалізація програми обльоту Місяця виконувалася незалежно від створення носія H-1, а також місячного орбітального корабля (ЛОК) і місячного корабля (ЛК) для посадки на Місяць.
У грудні 1965 року Корольовим і Челомеєм були затверджені «Основні положення з ракетно-космічному комплексу УР-500К-7К-Л1».

## Польоти

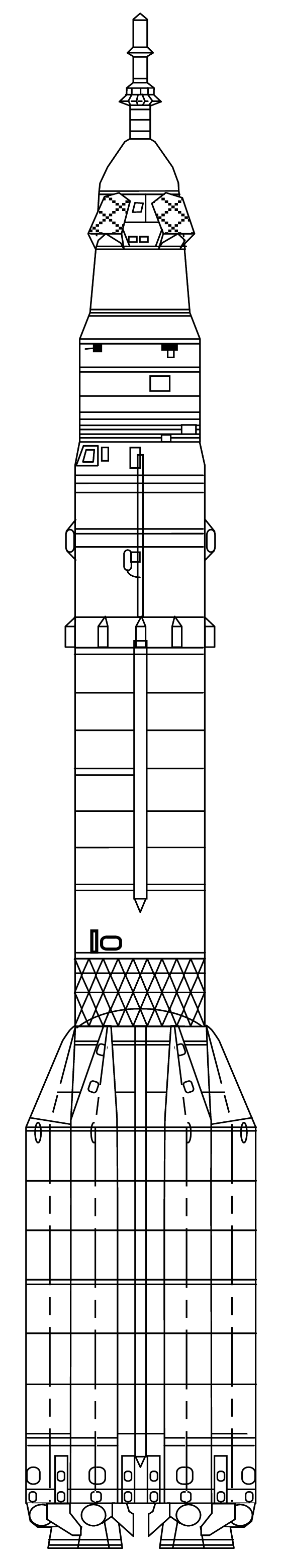
Протон-К в варіанті для запуска КК 7К-Л1

Починаючи з липня 1965 почалася розробка триступеневого варіанта РН УР-500К (8К82К «Протон-К»). РН «Протон-К» повинна була використовуватися для виведення на відлітну траєкторію нових КА для обльоту Місяця. Крім того, почалися роботи над четвертим ступенем РН «Протон-К» на базі п'ятого ступеня ракети-носія Н-1, що отримала назву блок Д. Згідно з цим проектом (УР-500К-Л1), двосекційний корабель 7К-Л1 (варіант «Союзу») виводився на відлітну траєкторію для польоту до Місяця, здійснював обліт Місяця і благополучно повертався.
Польоти були заплановані спочатку в безпілотному, а потім у пілотованому варіантах.
Перший пуск «Протон-К» був здійснений 10 березня 1967 з блоком Д і КК 7К-Л1П («Космос-146»), прототипом майбутнього місячного корабля 7К-Л1.
З 12 запусків 7К-Л1 5 були визнані частково успішними і лише політ КА «Зонд-7» повністю успішним (при цьому 5 пусків «Протон-К» з 11 були повністю успішними). Таким чином, загальна ймовірність здійснення обльоту Місяця і приземлення на території Радянського Союзу склала не більше 9%. У результаті пілотований політ був скасований у зв'язку зі згортанням радянської місячної програми.
ЦКБЕМ і суміжні організації розробили і виготовили 14 кораблів 7К-Л1 для обльоту Місяця. Всього за період 1967—1970 років було здійснено 12 запусків комплексів УР-500К-Л1 в безпілотному варіанті. Після ряду аварійних виходів була досягнута задовільна надійність.

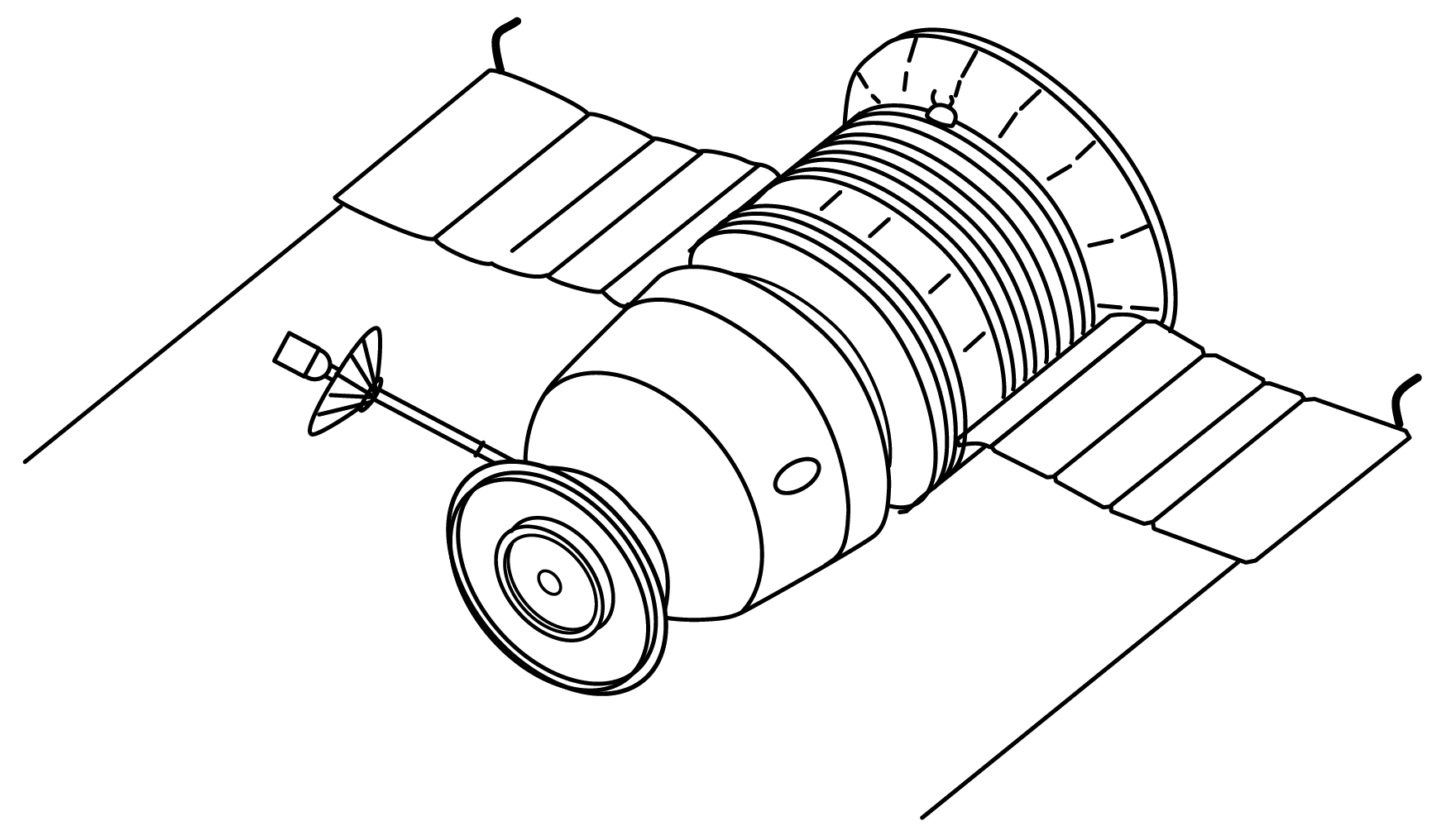
Корабель Союз 7K-Л1 (Зонд)

Система керування Л1 в порівнянні з 7К-ОК і ЛОК-ом Л3 звільнялася від завдань зближення і стиковки. Встановлювалися спеціальні датчики сонячної і зоряної орієнтації 99К і 100К. Вперше на орбітальному кораблі встановлювалася гіроскопічна стабілізована платформа. Головним з опрацювання системи управління обльотом Місяця був визначений НІІАП. З ініціативи Н.А.Пилюгіна була вперше використана для цілей навігації і управління руховими установками бортова цифрова обчислювальна машина (БЦВМ) «Аргон-11С», розроблена С. А. Крутовським в Науковому інституті цифрової електронної обчислювальної техніки (НІЦЕВТ) спочатку для літаків.
На колективи відділів мого комплексу, покладалася розробка систем орієнтації і навігації по оптичних датчиків, створеним НВО «Геофізика», систем управління бортовим комплексом, систем аварійного порятунку та антенно-фідерних систем, а для безпілотних польотів — систем аварійного підриву.
Управлінці ОКБ-1, НІІАПа і НДІ-885 вклали в проект досвід, отриманий під час створення «Востоків», «Восходів», «Марсів», «Венер» та численних «Лун».
Фактично створювалася велика ракетно-космічна система з принципово новою системою управління. Крім системи управління в процесі льотних випробувань був відпрацьований блок «Д» — четвертий ступінь УР-500К. Цей розгінний блок надалі виявився необхідний для інших програм і був прийнятий на озброєння.
Однак після польоту корабля «Аполлон-8» пілотований обліт Місяця втрачав сенс, і подальші роботи по програмі Л1 були припинені.
Програма УР-500К — Л1 не виконала головного завдання — пілотованого обльоту Місяця. Однак розробки були принципово новими й отримали розвиток у наступних космічних програмах.